# Kisielany-Żmichy
Kisielany-Żmichy – wieś w Polsce położona w województwie mazowieckim, w powiecie siedleckim, w gminie Mokobody. Ma status sołectwa. Wieś położona na bardzo zróżnicowanym terenie.
Wierni Kościoła rzymskokatolickiego należą do parafii św. Marii Magdaleny w Suchożebrach.
W latach 1975–1998 miejscowość administracyjnie należała do województwa siedleckiego.
Mieszkańcy zajmują się przede wszystkim sadownictwem lub pracują w pobliskich Siedlcach. W Kisielanach znajduje się placówka opiekuńczo-wychowawcza "Dom Dziecka Na Zielonym Wzgórzu".
We wsi działa założona w 1920 roku jednostka ochotniczej straży pożarnej.  